# Мисс Россия 2024
Мисс Россия 2024 — 30-й ежегодный национальный конкурс красоты Мисс Россия, финал которого состоялся 5 октября 2024 года в концертном зале Barvikha Luxury Village. Победительницей стала представительница республики Чувашия Валентина Алексеева. 

## Закулисье
Победительница получит миллион рублей и отправится представлять страну на конкурс «Мисс Вселенная 2024». Участницы, занявшие второе и третье места, станут обладательницами грантов на обучение в вузах России.
Ведущими вечера стали — Максим Привалов и Ольга Жук. Музыкальное выступление — Юлианна Караулова, Мона и Звонкий

## Жюри
Состав жюри:
- Юлианна Караулова
- Дмитрий Маликов
- Владимир Матецкий
- Игорь Кимяшов
- Анастасия Беляк

## Результаты
Результаты конкурса красоты:
| Финальные результаты | Участница |
| -------------------- | --- |
| Мисс Россия 2024     | - Чувашия — Валентина Алексеева |
| 1-я Вице-Мисс        | - Тольятти — Ирина Миронова |
| 2-я Вице-Мисс        | - Санкт-Петербург — Ульяна Евдокимова |
| Топ 10               | - Саратовская область — Ангелина Горбунова - Ростов-на-Дону — Александра Мандрыкина - Симферополь — Анастасия Крайнюк - Козьмодемьянск — Валерия Лебедева - Ростовская область — Яна Алексеева - Иваново — Елизавета Крылова - Удмуртия — Камилла Файзулова                                                      |
| Топ 20               | - Башкортостан — Радмила Асфандиярова - Тульская область — Анастасия Азимова - Красноярск — Ева Шмидт - Тамбовская область — Дарья Соколова - Тула — Милана Яворская - Ульяновск — Адель Ильясова - Москва — Полина Калинчук - Феодосия — Диана Кравчик - Волгоград — Виктория Лазарева - Якутия — Айыына Пудова |

### Специальные награды
Специальные награды:
| Финальные результаты | Участница                                  |
| -------------------- | ------------------------------------------ |
| Мисс Atomy           | - Саратовская область — Ангелина Горбунова |

## Участницы
Список участниц конкурса красоты:
| Имя                   | Родной регион/город      | Возраст | Итоговое место     | Примечание                     |
| --------------------- | ------------------------ | ------- | ------------------ | ------------------------------ |
| Айыын Пудова          | Республика Саха (Якутия) | 23      |                    |                                |
| Ангелина Горбунова    | Саратовская область      | 22      | Мисс Atomy, Топ-10 |                                |
| Александра Мандрыкина | Ростов-на-Дону           | 18      | Топ-10             |                                |
| Камилла Файзулова     | Удмуртская Республика    | 21      | Топ-10             |                                |
| Валентина Алексеева   | Республика Чувашия       | 18      | Мисс Россия 2024   |                                |
| Ульяна Евдокимова     | Санкт-Петербург          | 20      | 2-я Вице-Мисс      | Победительница СМС-голосования |
| Яна Алексеева         | Ростовская область       | 21      | Топ-10             |                                |
| Ирина Миронова        | Тольятти                 | 22      | 1-я Вице-Мисс      |                                |
| Адель Ильясова        | Ульяновск                | 20      |                    |                                |
| Полина Калинчук       | Москва                   | 20      |                    |                                |
| Валерия Лебедева      | Козьмодемьянск           | 18      | Топ-10             |                                |
| Ева Шмидт             | Красноярск               | 22      |                    |                                |
| Юлия Кияшкина         | Волжский                 | 19      |                    |                                |
| Валерия Коростылева   | Волгоградская область    | 22      |                    |                                |
| Анастасия Азимова     | Тульская область         | 21      |                    |                                |
| Дарья Бут             | Белгород                 | 19      |                    |                                |
| Валерия Павлова       | Астрахань                | 21      |                    |                                |
| Анастасия Меркурьева  | Йошкар-Ола               | 21      |                    |                                |
| Радмила Асфандиярова  | Республика Башкортостан  | 23      |                    |                                |
| Рамина Пронина        | Республика Татарстан     | 22      |                    |                                |
| Дарья Решта           | Краснодарский край       | 19      |                    |                                |
| Екатерина Кожевникова | Республика Марий Эл      | 18      |                    |                                |
| Диана Струнникова     | Биробиджан               | 18      |                    |                                |
| Софья Левашова        | Тверь                    | 19      |                    |                                |
| Елисавета Тихонова    | Оренбург                 | 21      |                    |                                |
| Юлия Погорелова       | Республика Хакасия       | 23      |                    |                                |
| Елизавета Крылова     | Иваново                  | 18      | Топ-10             |                                |
| Александра Иванова    | Ижевск                   | 20      |                    |                                |
| Анастасия Соколова    | Тюмень                   | 23      |                    |                                |
| Алина Герман          | Омск                     | 22      |                    |                                |
| Надежда Игамбердыева  | Южно-Сахалинск           | 20      |                    |                                |
| Дарина Тюлина         | Северодвинск             | 18      |                    |                                |
| Алла Кадеева          | Чебоксары                | 18      |                    |                                |
| Милана Яворская       | Тула                     | 18      |                    |                                |
| Злата Антонова        | Ульяновская область      | 21      |                    |                                |
| Виктория Лазарева     | Волгоград                | 18      |                    |                                |
| София Ершкова         | Екатеринбург             | 21      |                    |                                |
| Софья Моисеева        | Казань                   | 22      |                    |                                |
| Анна Нескородьева     | Владивосток              | 18      |                    |                                |
| Дарья Соколова        | Тамбовская область       | 23      |                    |                                |
| Анастасия Фелиферова  | Ленинградская область    | 20      |                    |                                |
| Диана Кравчик         | Феодосия                 | 18      |                    |                                |
| Дарья Аржаных         | Кемерова                 | 23      |                    |                                |
| Мария Жукова          | Хабаровский край         | 22      |                    |                                |
| Кристина Андрейчук    | Хабаровский край         | 20      |                    |                                |
| Полина Квитка         | Нижневартовск            | 22      |                    |                                |
| Алла Макайда          | Комсомольск-на-Амуре     | 22      |                    |                                |
| Вероника Наумова      | Республика Крым          | 21      |                    |                                |
| Анастасия Крайнюк     | Симферополь              | 19      | Топ-10             |                                |
| Ксения Толочек        | Московская область       | 19      |                    |                                |

## Заметки
1. ↑  На момент участия в конкурсе